# Глобални дан подизања свести о приступачности
Глобални дан подизања свести о приступачности је дан посвећен подизању свести о дигиталном приступу и инклузији за више од милијарду људи са инвалидитетом и оштећењима. Обележава се сваке године трећег четвртка маја. Године 2018. поред бројних виртуелних догађаја који обележавају глобални дан подизања свести о приступачности, реализовани су догађаји отворених за јавност у деветнаест земаља на шест континената.
Према званичној веб страници, сврха глобалног дана подизања свести о приступачности је подстицање приче, размишљања и учења о дигиталном приступу и инклузији људи са различитим инвалидитетом. На локалним догађајима се приказује како особе са инвалидитетом користе веб и дигиталне производе користећи помоћне технологије или помажу људима да креирају технолошке производе узимајући у обзир потребе одређених инвалидитета.
Глобални дан подизања свести о приступачности је покренут маја 2012. године, инспирисан објавом на блогу веб програмера Џоа Девона из Лос Анђелеса који је сарађивао са Џенисоном Асунсионом, професионалцем из Торонта, који је суоснивач.

## Догађаји
Примери локалних догађаја глобалног дана подизања свести о приступачности су:
- Глобални дан подизања свести о приступачности од 2012. организује групу за приступачност и инклузивни дизајн у Лос Анђелесу, коју води Џозеф Кар О'конор.[4]
- Minnesota IT Services је подстицала запослене да обављају своје послове петнаест минута без употребе миша.[5][6]
- OpenConcept Consulting је 2015. године одржао једнодневну конференцију у Отави поводом глобалног дан подизања свести о приступачности.[7]
- Године 2016. је једнодневну конференцију организовао Универзитет Карлетон, а A11yYOW састанак за приступачност.[8]
- Apple Inc. је 2017. године објавио серију видео записа и организовао концерт у оквиру једнонедељног низа догађаја који обележавају глобални дан подизања свести о приступачности.[9][10]
- Године 2017. Универзитет Калифорније у Сан Франциску је понудио лабораторију за тестирање приступачности веб странице.[11]
- Године 2017. су представљени говорници са Универзитета Карлетон, канадске владе и области Отаве.[12]
- Године 2018. је планиран низ догађаја у Хајдерабаду[13] и Бангалору.[14]
- Године 2018. OpenConcept Consulting је у Отави организовао вечерњи догађај и разговарао са учесницима у Accessibility Twin Cities, који су обележили глобални дан подизања свести о приступачности.[15]
- Године 2020. Government Digital Service је у Уједињеном Краљевству организовао глобални дан подизања свести о приступачности онлајн како би подигао свест о дигиталној доступности.[16]